# 53640 Marche
53640 Marche este o planetă minoră (asteroid), cu un diametru de 1,977 km, din centura de asteroizi. A fost descoperită pe 26 februarie 2000 la Catalina Station⁠(d) de Catalina Sky Survey. 
Obiectul prezintă o orbită caracterizată de o semiaxă mare de 2,1759620463614 UAi, o excentricitate de 0,10811830764036, o înclinație de 2,8149493146038 ° în raport cu ecliptica.